# Biljal Machov
Biljal Valerjevitj Machov (ryska: Билял Валерьевич Махов), född 20 september 1987 i Naltjik, Ryssland, är en rysk brottare som tog OS-brons i supertungviktsbrottning vid de olympiska brottningstävlingarna 2012 i London. 